# اس‌تی‌اس-۳۱
اس‌تی‌اس-۳۱ (انگلیسی: STS-31) یکی از ماموریت‌های مهم برنامه شاتل‌های فضایی بود که در تاریخ ۲۴ آوریل ۱۹۹۰ از پایگاه فضایی کندی به فضا پرتاب شد. این ماموریت ۵ روزه توسط شاتل دیسکاوری انجام گرفت و هدف اصلی آن ارسال تلسکوپ فضایی هابل به مدار زمین بود. همچنین از نکات قابل توجه این ماموریت حضور چارلز بولدن (مدیر کل کنونی ناسا) به عنوان خدمه در این ماموریت بود. در طی این ماموریت برای نخستین بار دو شاتل دیسکاوری و چلنجر به طور همزمان در سکوی پرتاب قرار گرفتند تا در صورت به وجود آمدن شرایط اضطراری، شاتل چلنجر به فضا ارسال شود.

## نگارخانه

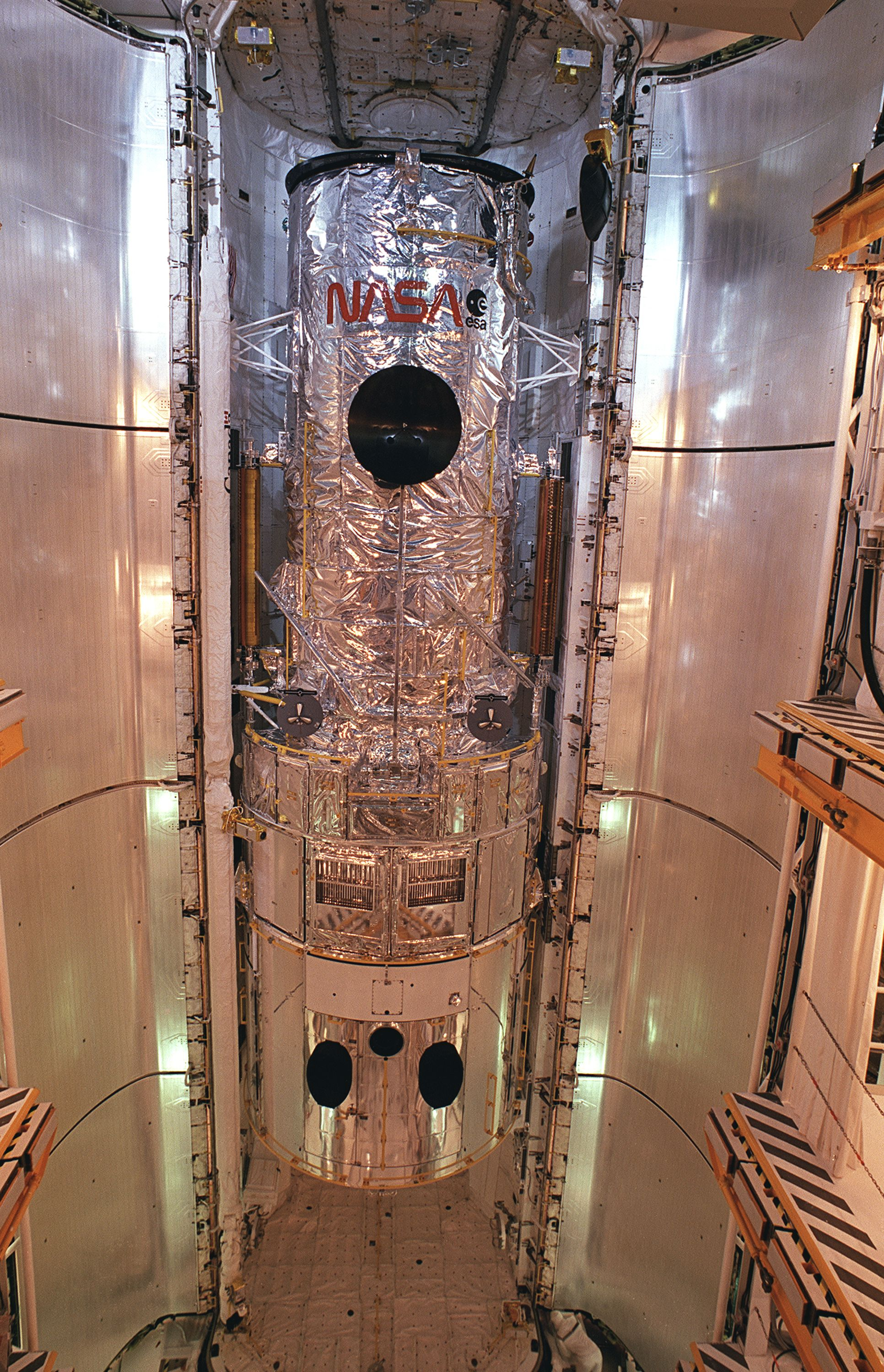
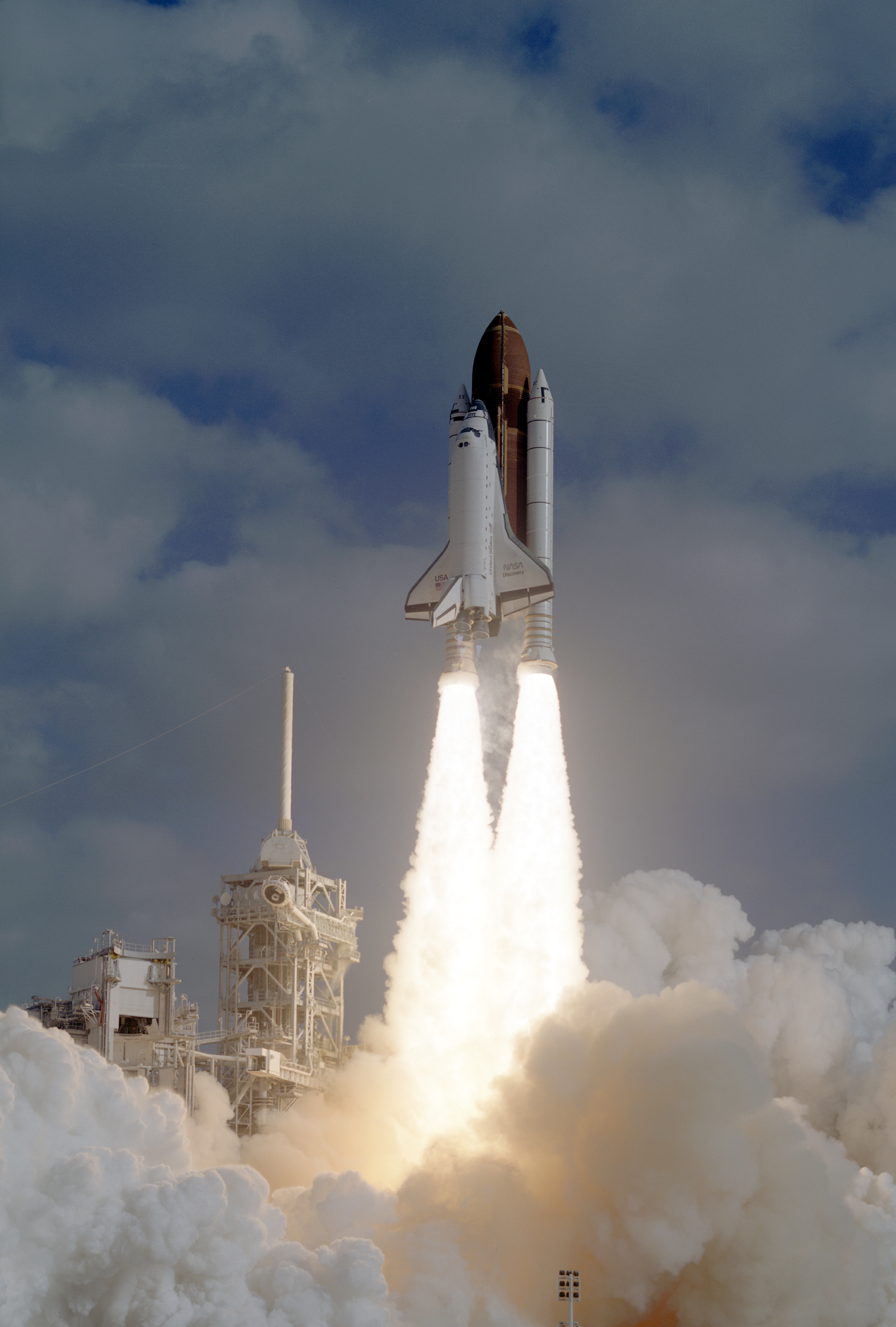
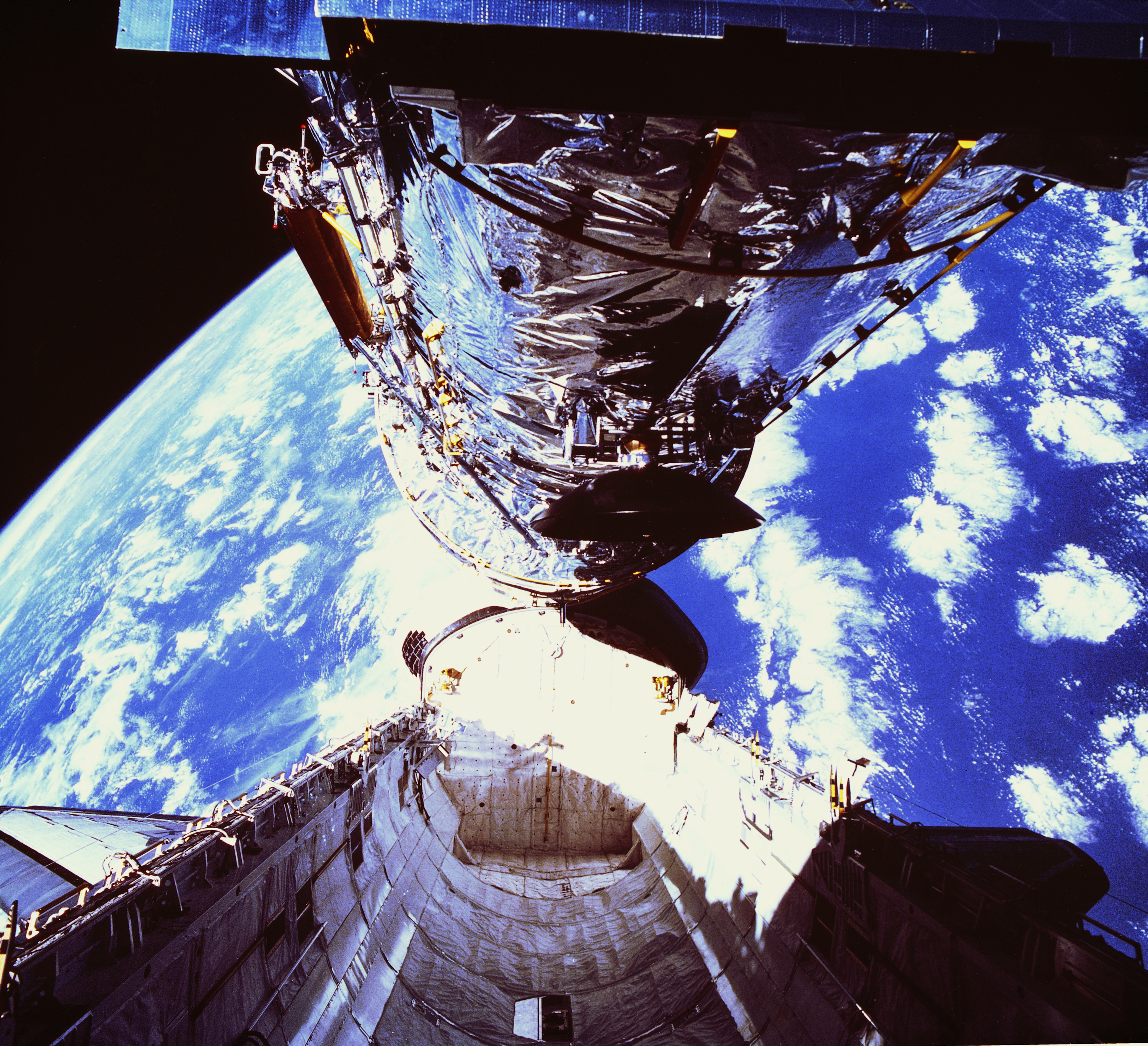
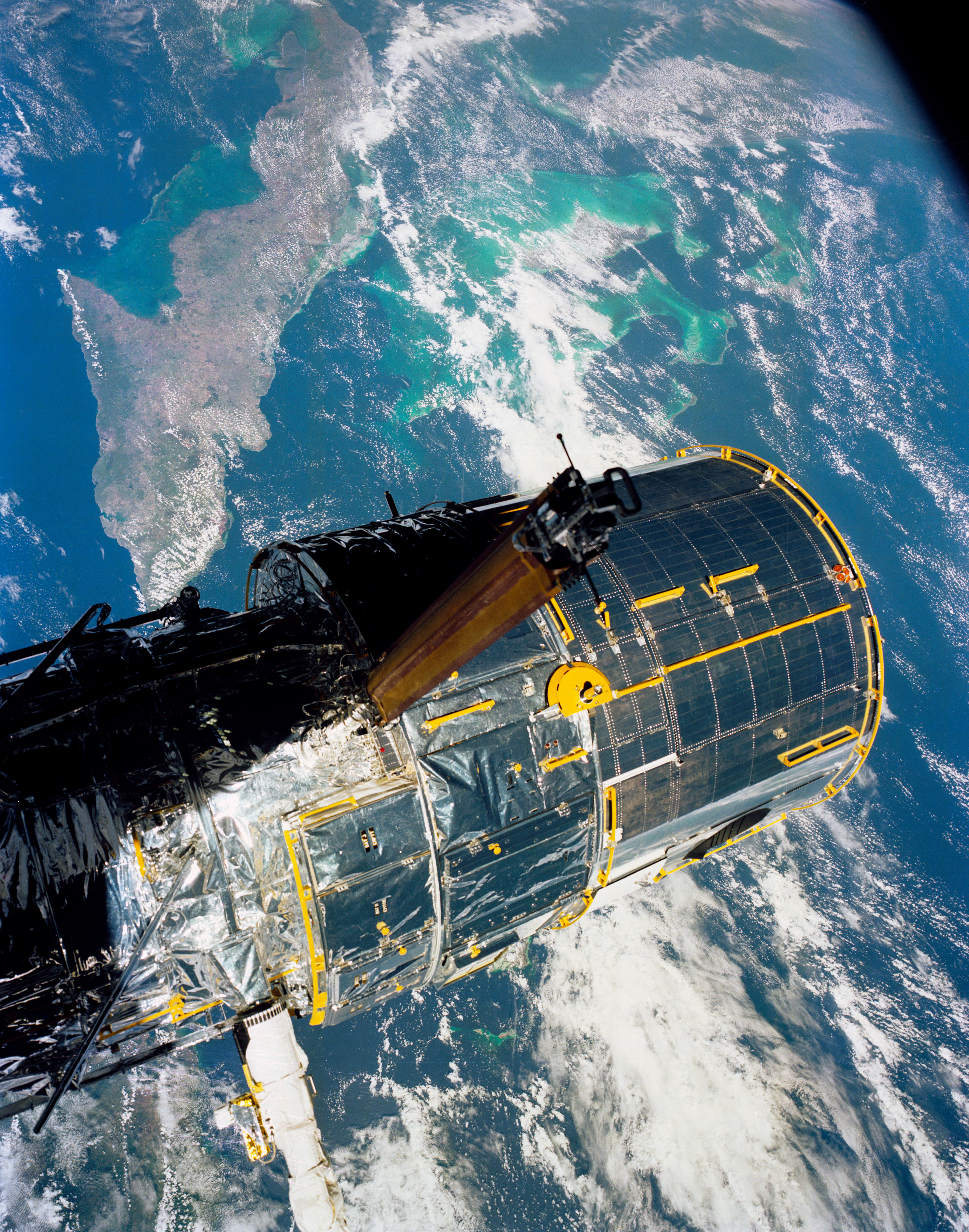
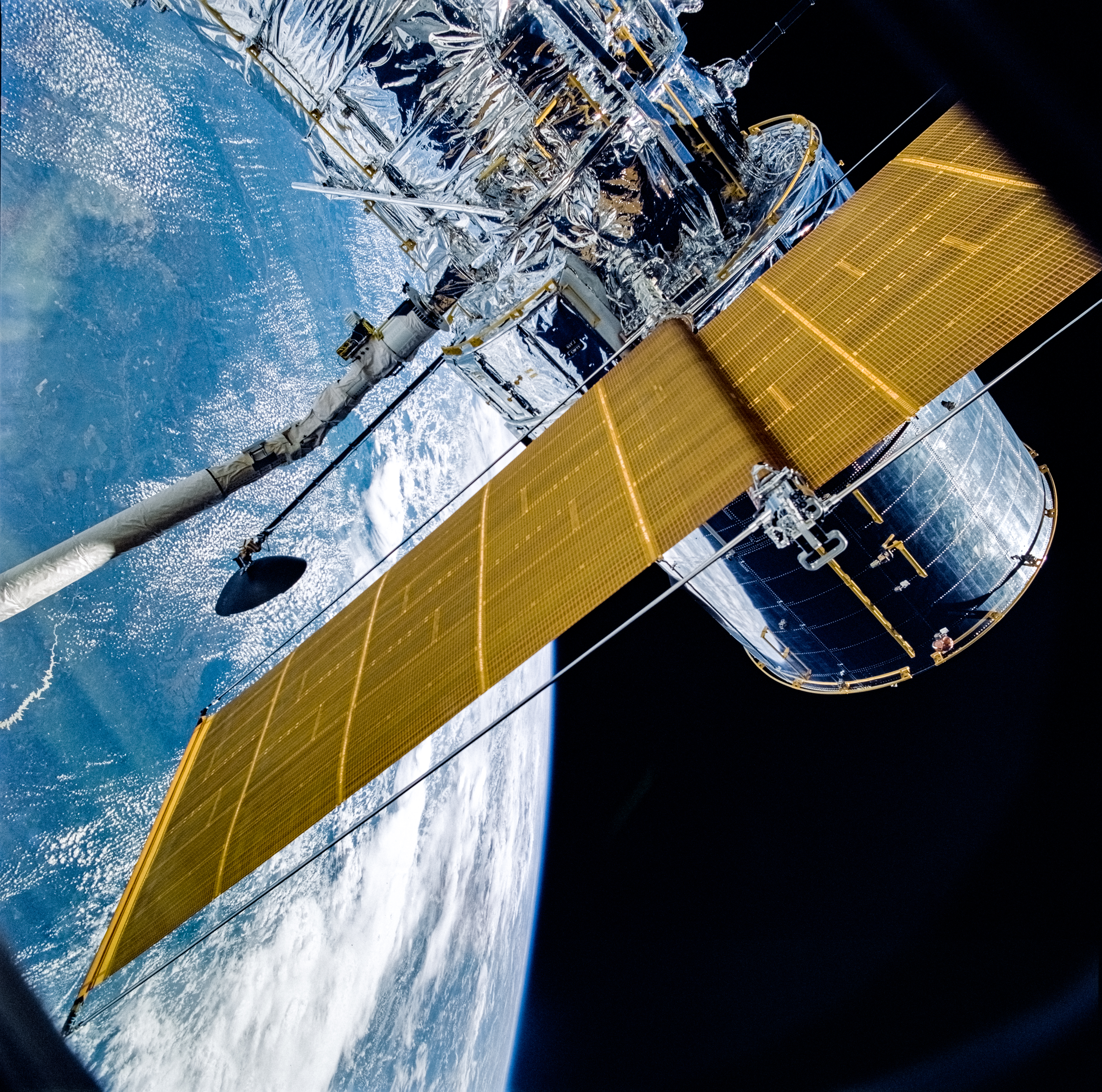
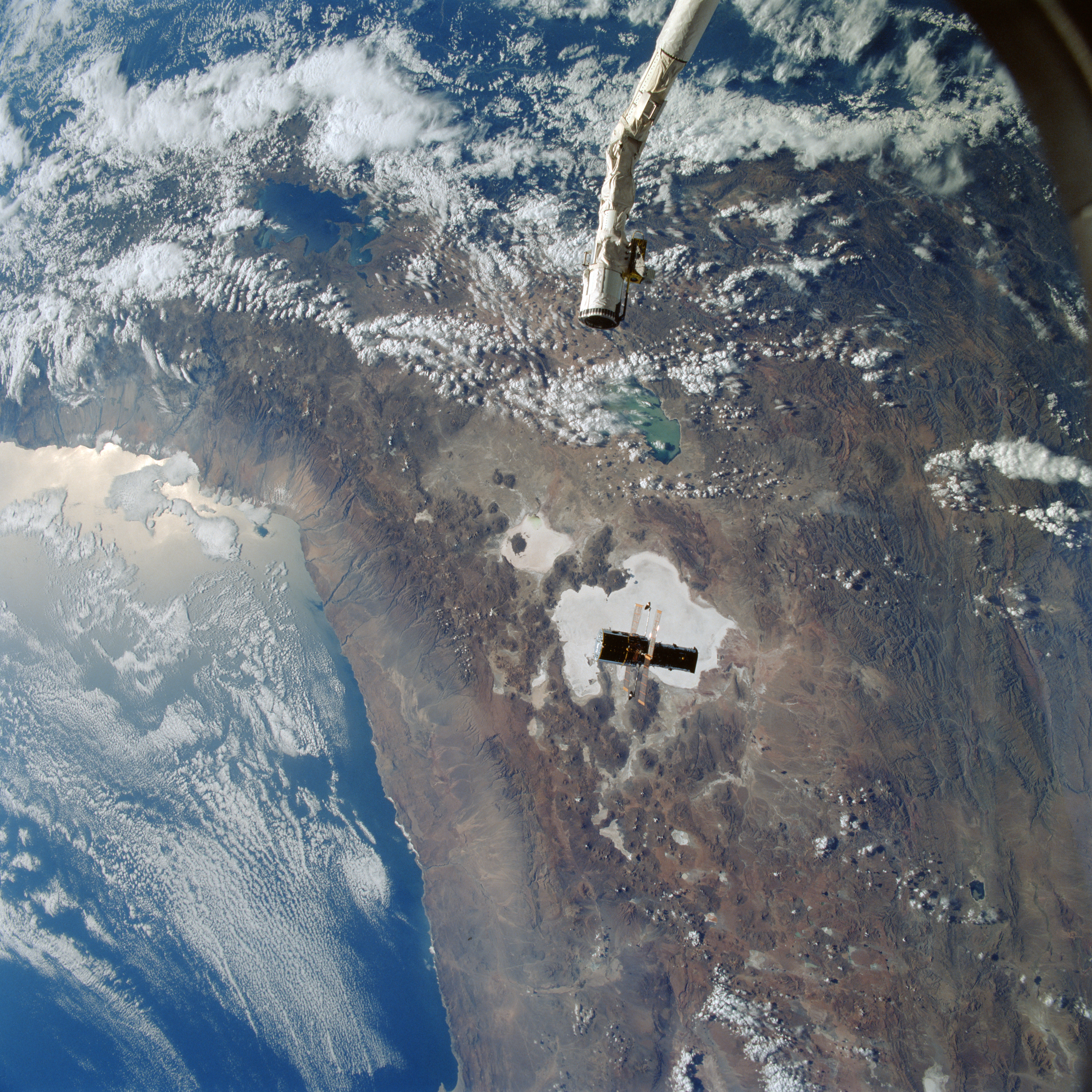
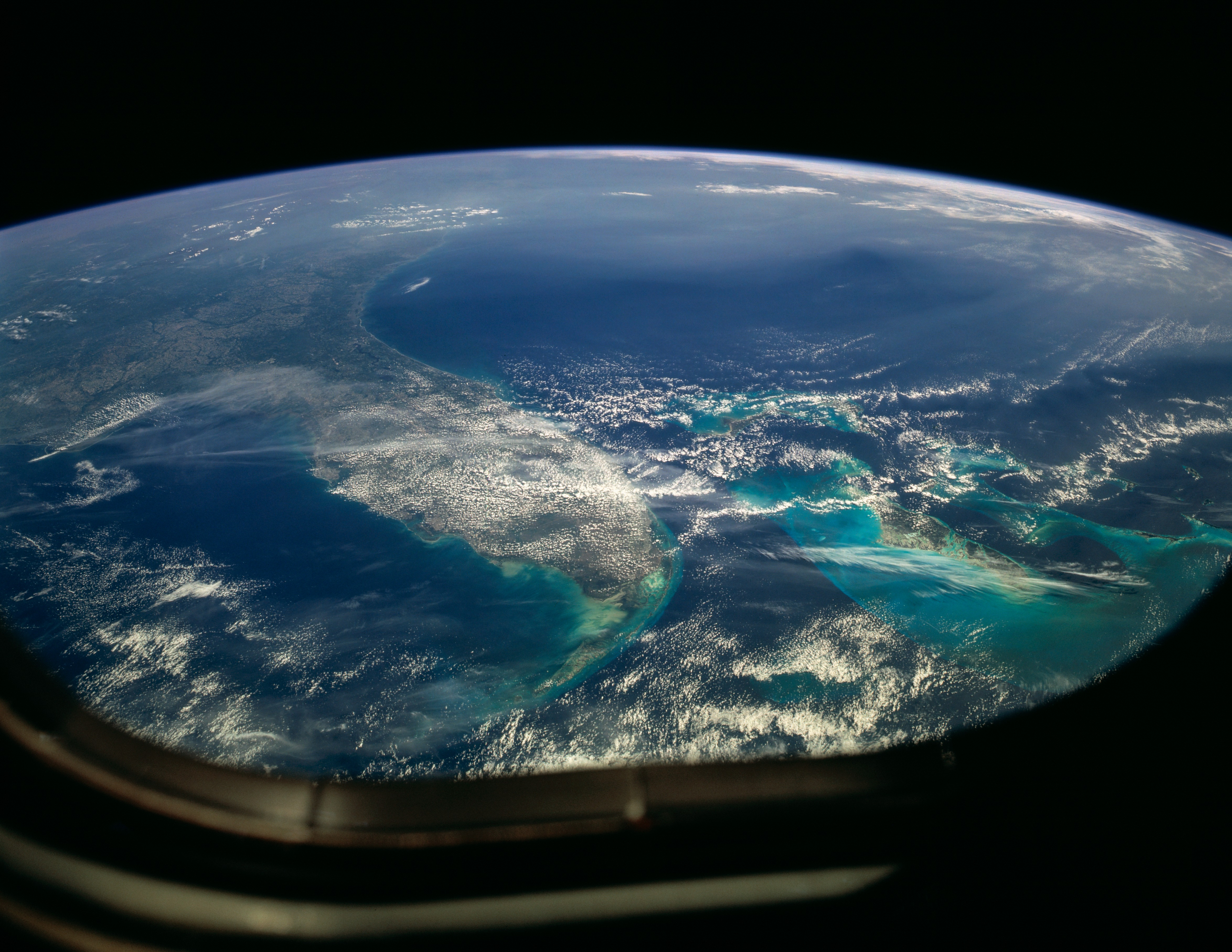
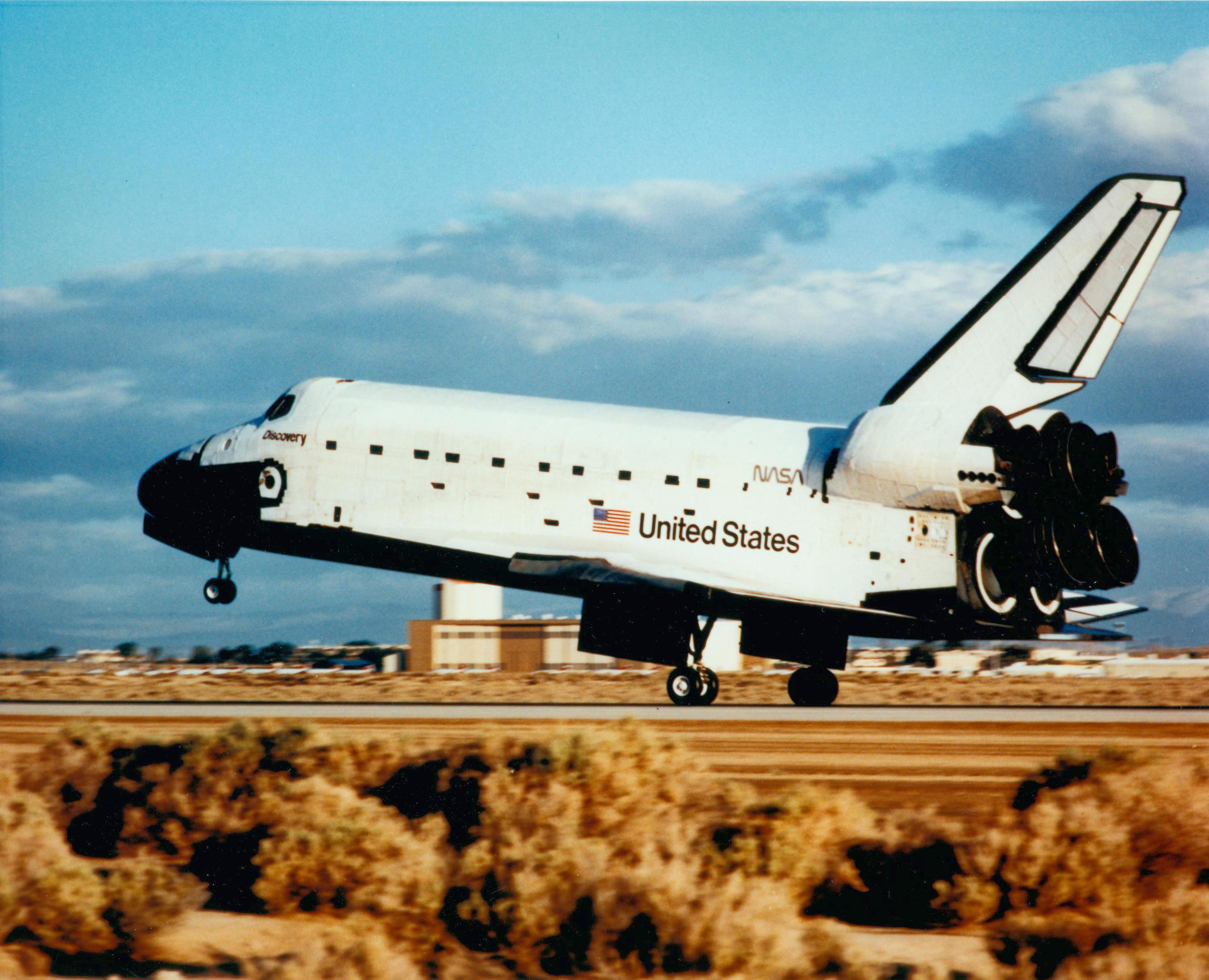